# Засосна (Бєлгородська область)
Засосна́ (рос. Засосна) — село в Росія, Красногвардєйському районі Бєлгородської області.
Село розташоване річці Тиха Сосна, правій притоці Дону, навпроти міста Бірюч, є його приміською зоною.
Населення села становить 4 233 особи (2002).
Назва села походить від назви річки, тобто село за Сосною.

## Населення
| 2002 | 2010  |
| ---- | ----- |
| 4139 | ↗4213 |

## Відомі люди
- Яценко Микола Лаврентійович (1923–1943) — Герой Радянського Союзу, радянський військовик, лейтенант, учасник Другої світової війни, командир взводу 39-ї танкової бригади 23-го танкового корпусу Південно-Західного фронту.